# Кальерон
Кальерон (итал.  Caglieron) — пещера в итальянской области Венеция.

## Описание
Комплекс пещер, расположенных в Бреда-ди-Фрегона (Кансильо, Тревизо), образовался в результате эрозионных процессов и деятельности человека вокруг ущелья, прорытого ручьем Кальерон в слоях известняка, песчаника и мергеля среднего миоцена. Искусственные полости, созданные в результате деятельности человека и прекрасно интегрированные в комплекс, документируют деятельность по добыче песчаника, которая велась в этом районе с XVI века и в результате которой, из-за наклона камня и отделения каменного материала на блоки, образовались внушительные естественные колонны (как в Гротта-деи-Бреда), поддерживающие слои песчаника, из которых состоит потолок. В 2017 году комплекс занял третье место (после замка Саммеццано и монументального комплекса Санта-Кроче и Оньиссанти ди Боско Маренго) на конкурсе FAI «Места сердца», проводимом с целью сохранения исторического и экологического наследия страны.